# Формула Гаусса — Бонне
Формула Гаусса — Бонне связывает эйлерову характеристику поверхности с её гауссовой кривизной и геодезической кривизной её границы.

## Формулировка
Пусть {\displaystyle \Omega } — компактное двумерное ориентированное риманово многообразие с гладкой границей {\displaystyle \partial \Omega }. Обозначим через {\displaystyle K} гауссову кривизну {\displaystyle \Omega } и через {\displaystyle k_{g}} геодезическую кривизну {\displaystyle \partial \Omega }. Тогда
{\displaystyle \int \limits _{\Omega }K\,d\sigma +\int \limits _{\partial \Omega }k_{g}\,ds=2\pi \chi (\Omega ),}
где {\displaystyle \chi (\Omega )} — эйлерова характеристика {\displaystyle \Omega }.
В частности, если у {\displaystyle \Omega } нет границы, получаем
{\displaystyle \int \limits _{\Omega }K\,d\sigma =2\pi \chi (\Omega ).}
Если поверхность деформируется, то её эйлерова характеристика не меняется, в то время как гауссова кривизна может меняться поточечно. Тем не менее, согласно формуле Гаусса — Бонне, интеграл гауссовой кривизны остаётся тот же.

## История
Частный случай этой формулы для геодезических треугольников был получен Фридрихом Гауссом,
Пьер Оссиан Бонне 
и Жак Бине независимо обобщили формулу на случай диска ограниченного произвольной кривой;
Бине не опубликовал статьи на эту тему, но Бонне упоминает об этом на странице 129 своей Mémoire sur la Théorie Générale des Surfaces.
Для неодносвязных областей формула появляется в работе Вальтера фон Дика.
Современная формулировка дана
Вильгельмом Бляшке.

## Вариации и обобщения
- Формула Гаусса — Бонне естественно обобщается на области с кусочно-гладкой границей. Если в точке излома {\displaystyle P_{i}} касательный вектор {\displaystyle {\boldsymbol {\tau }}} разворачивается на угол {\displaystyle \phi _{i}} в сторону области {\displaystyle \Omega } (может быть положительное или отрицательное число), то формула обобщается до такой:
{\displaystyle \int \limits _{\Omega }K\,d\sigma +\int \limits _{L}k_{g}\,ds+\sum _{i}\phi _{i}=2\pi \chi (\Omega ).}
- Обобщённая формула Гаусса — Бонне — обобщение формулы на старшие размерности.
- Неравенство Кон-Фоссена — обобщение на некомпактные поверхности.
- Теорема сравнения Топоногова уточняет следующее следствие формулы Гаусса — Бонне: любой треугольник на полной поверхности неотрицательной гауссовой кривизны имеет сумму углов хотя бы {\displaystyle \pi }.